# Massognes
Massognes és un municipi francès situat al departament de la Viena i a la regió de la Nova Aquitània. L'any 2007 tenia 269 habitants.

## Demografia

### Població
El 2007 la població de fet de Massognes era de 269 persones. Hi havia 110 famílies de les quals 32 eren unipersonals (16 homes vivint sols i 16 dones vivint soles), 31 parelles sense fills, 35 parelles amb fills i 12 famílies monoparentals amb fills.
La població ha evolucionat segons el següent gràfic:
Habitants censats

### Habitatges
El 2007 hi havia 142 habitatges, 110 eren l'habitatge principal de la família, 14 eren segones residències i 18 estaven desocupats. Tots els 142 habitatges eren cases. Dels 110 habitatges principals, 99 estaven ocupats pels seus propietaris, 10 estaven llogats i ocupats pels llogaters i 1 estava cedit a títol gratuït; 2 tenien una cambra, 4 en tenien dues, 13 en tenien tres, 22 en tenien quatre i 70 en tenien cinc o més. 97 habitatges disposaven pel capbaix d'una plaça de pàrquing. A 41 habitatges hi havia un automòbil i a 56 n'hi havia dos o més.

### Piràmide de població
La piràmide de població per edats i sexe el 2009 era:
| Homes | Edats   | Dones |
| ----- | ------- | ----- |
| 0     | 95 o +  | 0     |
| 8     | 90 a 94 | 0     |
| 0     | 85 a 89 | 12    |
| 4     | 80 a 84 | 0     |
| 4     | 75 a 79 | 12    |
| 4     | 70 a 74 | 4     |
| 20    | 65 a 69 | 16    |
| 4     | 60 a 64 | 8     |
| 0     | 55 a 59 | 4     |
| 8     | 50 a 54 | 4     |
| 4     | 45 a 49 | 4     |
| 4     | 40 a 44 | 8     |
| 12    | 35 a 39 | 8     |
| 4     | 30 a 34 | 4     |
| 8     | 25 a 29 | 20    |
| 8     | 20 a 24 | 4     |
| 0     | 15 a 19 | 0     |
| 8     | 10 a 14 | 4     |
| 8     | 5 a 9   | 8     |
| 0     | 0 a 4   | 4     |

## Economia
El 2007 la població en edat de treballar era de 143 persones, 107 eren actives i 36 eren inactives. De les 107 persones actives 95 estaven ocupades (55 homes i 40 dones) i 12 estaven aturades (8 homes i 4 dones). De les 36 persones inactives 10 estaven jubilades, 5 estaven estudiant i 21 estaven classificades com a «altres inactius».

### Ingressos
El 2009 a Massognes hi havia 111 unitats fiscals que integraven 265 persones, la mediana anual d'ingressos fiscals per persona era de 16.652 €.

### Activitats econòmiques
Dels 11 establiments que hi havia el 2007, 1 era d'una empresa extractiva, 1 d'una empresa de fabricació d'altres productes industrials, 4 d'empreses de construcció, 1 d'una empresa de comerç i reparació d'automòbils, 1 d'una empresa d'hostatgeria i restauració, 2 d'empreses immobiliàries i 1 d'una empresa de serveis.
Dels 4 establiments de servei als particulars que hi havia el 2009, 1 era un paleta, 2 fusteries i 1 agència immobiliària.
L'any 2000 a Massognes hi havia 13 explotacions agrícoles que ocupaven un total de 830 hectàrees.

## Poblacions més properes
El següent diagrama mostra les poblacions més properes.